# 第25装甲掷弹兵师
第25装甲掷弹兵师是第二次世界大戰時期，德國的裝甲擲彈兵部隊之一。

## 編成
1943年6月23日，蘇聯基列科沃，第25摩托化步兵師（以下簡稱摩步師）正式改編改稱為第25裝甲擲彈兵師。1943年9月，德國新鲁滨，依照43年裝甲擲彈兵師基本編裝（Grundgliederung der Panzergrenadier-Division 43），第25装甲掷弹兵师成立一個新的第五戰車營。該營是由第五戰車補充營改編而來，而第五戰車補充營則是由原先在北非戰場被擊潰的第五戰車團殘部所改編，自營長Rettemeier上尉以下之軍官，士官及士兵都是曾經在北非戰場作戰的老兵。該營除營部連之外有四個戰車連和一個補運連，原先是配備四號戰車及突擊砲，這個營到10月才到中央集團軍的戰區，一直要到10月20日才在杜布罗夫诺進入第四軍的戰區，到十月底才和該師匯合。1942年5月，第25機車步鎗營吸收第25摩托化偵搜營的殘部並擔任偵搜任務，這時則改編為第125裝甲偵搜營。第25摩托化砲兵團則在1942年十月接收一個防空砲連成為第十砲兵連。陸軍直屬的防空砲營一直要到1944年底才與該師匯合。

## 組織
1943年7月1日，第25装甲掷弹兵师所呈報的戰鬥序列包括（後勤支援單位未列出）：
- 師部
- 第五戰車營：尚未編成
- 第35摩托化擲彈兵團：團部連，三個摩托化擲彈兵營，每營三個摩托化擲彈兵連和一個摩托化重裝備連，第13摩托化步兵砲連，第14摩托化戰防砲連
- 第119摩托化擲彈兵團：同上
- 第125裝甲偵搜營：五個連，三個機車偵搜連，一個裝甲偵察車連，一個摩托化重裝備連
- 第25裝甲獵兵營：兩個摩托化戰防砲連，一個自走化戰防砲連，一個自走化輕防空砲連
- 第25摩托化砲兵團：團部連，兩個摩托化輕型榴彈砲營，一個摩托化重型榴彈砲營，外加兩個臨時編成使用俄軍火砲的榴彈砲連
- 第25摩托化工兵營：三個摩托化工兵連，一個摩托化輕型架橋縱隊
- 第25摩托化通訊營：兩個摩托化通訊連，一個摩托化輕型通訊縱隊

註：43年裝甲擲彈兵師基本編裝與之前的摩步師最大的不同在於獲得一個戰車營（大多是用突擊砲當代用戰車），及將機車步鎗營改編為裝甲偵搜營，另外也獲得一個陸軍直屬的防空砲營。

## 1943/1944年東線
1943年7月，庫爾斯克戰役期間第25装甲掷弹兵师防禦德軍在庫爾斯克突出部陣地北翼戰線的最北端，從奥廖尔以北的基列科沃/安尼娜地區，主力部隊向南延伸至並集中在博爾霍夫兩側。在此期間獲得第18戰車營的增援直到7月底該師撤出奥廖尔弧型防禦帶。該師經由Paramonovo向西撤退，負責固守重要的交通要點霍特涅茨直到8月9日，再撤退至卡拉齐夫。之後第25装甲掷弹兵师行軍250公里移防到第4軍在斯莫棱斯克東北方的亞爾采沃-杜霍夫希納地區，該師在這裡接受整補。8月18日至9月中，第119摩托化擲彈兵團負責杜霍夫希納東北方的水牛防線，之後該師撤往豹線，在斯莫棱斯克以西約25至30公里處。9月28日至10月28日，該師換防至Werja-Rossassenka地區。1943年10月底至1944年6月，該師移往豹二線，在Dubrovno東北，聶伯河北岸與國道之間（現今斯莫棱斯克至莫斯科之M1高速公路）。該師在斯莫棱斯克以西的第四次及第五次國道爭奪戰中曾成功地延伸其防線到聶伯河以南的豹三線。在1944年4月間曾後撤至明斯克以東的地區進行整補。

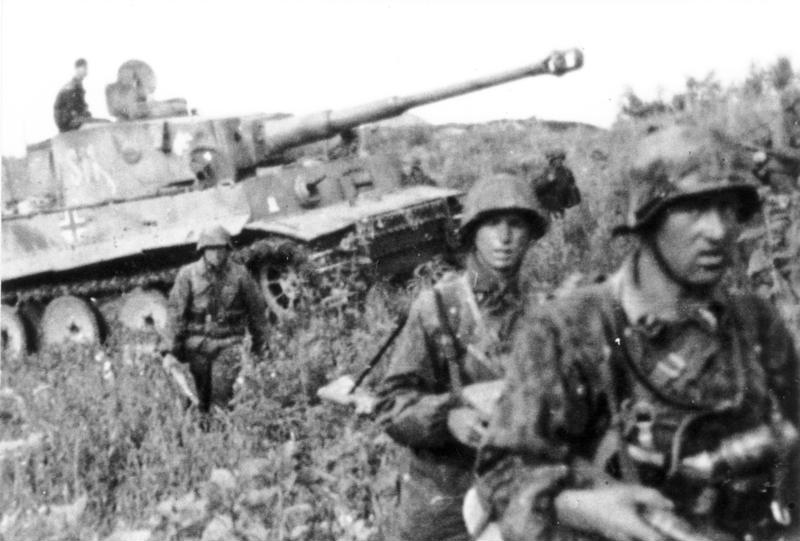
庫爾斯克戰役

1944年6月22日，白俄羅斯，蘇聯紅軍對德軍中央集團軍發動大攻勢。同屬德軍第27軍的第78突擊師扼守國道防線正面，第25装甲掷弹兵师則保護第78突擊師的南翼，隸屬德軍第4軍的第256步兵師則保護第78突擊師的北翼。1944年6月23日清晨五點，紅軍對德軍第78突擊師及第256步兵師正面防線展開猛烈砲擊，隨後由三個紅軍禁衛步兵師及其他裝甲部隊所組成的裝甲突擊群對德軍第78突擊正面防線師展開猛烈攻擊，到這天傍晚勉強突破德軍第78突擊師的第一道防線。同時，紅軍第1禁衛步兵師突入了德軍第78突擊師及第256步兵師防線之間的沼澤地帶，並發現一條窄軌鐵道通過這片沼澤地帶。1944年6月24日，紅軍沿著這條鐵道投入第2禁衛戰車軍團協助突破，作為預備隊的德軍第14步兵師在Orekhi湖畔南端展開反攻，然而並無法阻擋紅軍攻勢。同時，紅軍第11禁衛步兵師突破了德軍第256步兵師防線，德軍第78突擊師北翼防線洞開，岌岌可危。1944年6月25日，紅軍終於突破德軍第78突擊師防線，第2禁衛戰車軍團長驅直入，包抄重要的鐵公路交通要點奥尔沙。隨著德軍第78突擊師防線崩潰，第25装甲掷弹兵师不得不隨之撤退。1944年6月26/27日夜間，紅軍第11禁衛軍及第31軍攻克奥尔沙，第5禁衛戰車軍及第2禁衛戰車軍團沿著莫斯科-明斯克國道向明斯克挺進。1944年6月26日，希特勒和德國陸軍總部發現事態嚴重，下令德軍第5裝甲師和第505重戰車營由烏克蘭回防明斯克，派遣重兵駐守鲍里索夫東北方，希望能守住贝尔齐纳河防線，讓德軍第4軍殘部能平安撤退。
在十天內該師由聶伯河河彎撤退到贝尔齐纳河。1944年7月6日，第25装甲掷弹兵师於贝尔齐纳河與明斯克之間的斯莫列維奇南方被殲滅。該師師長Paul Schürmann少將率領殘部突圍在八月中回到第4軍在格罗德诺的軍部，是唯一突圍成功的師長。這期間該師的約翰內斯·格里明格上尉徵召了收假兵，失散兵及輕傷兵所組成的格里明格戰鬥群隨同第5裝甲師作戰直到七月底。最後該戰鬥群與該師殘部在苏瓦乌基匯合後前往姆瓦瓦練兵場等待整編。1944年8月23日在米耶勞，約翰內斯·格里明格上尉因功獲頒騎士十字章。

## 1944年整編
1944年秋季原先在中央集團軍被擊潰各師殘部被用來作為新成立的44年裝甲旅的核心。第25装甲掷弹兵师的殘部和年輕的補充兵在米耶勞軍事訓練場來成立一隻新的部隊：第107裝甲旅於1944年8月1日正式成軍。第25装甲掷弹兵师和該旅都轉屬到西線的B集團軍直到11月底。1944年9月20日，格拉芬沃尔練兵場，該師被降編為第25裝甲擲彈兵師戰鬥群，當時沒有戰車，卡車和火砲，全師的戰鬥單位其人員編現比約只有20%，可說完全沒有戰鬥能力。10月份開始獲得人員和裝備的補充，並轉往鲍姆霍尔德練兵場，10月底吸收第107裝甲旅殘部，該旅則於11月初解編。
1944年11月23日第25装甲掷弹兵师戰鬥群所呈報的戰鬥序列包括（後勤支援單位未列出）：
- 戰鬥群指揮部
- 第35摩托化裝甲擲彈兵團：兩個營。第一營搭乘重型運兵車和中型卡車，第三營搭乘腳踏車和中型卡車
- 第119裝甲化裝甲擲彈兵團：一個營。第一營為原第107裝甲旅之第2107裝甲擲彈兵營，配備步兵裝甲車
- 第五戰車營：一個連14輛豹式戰車。該營為原第107裝甲旅之第2107戰車營
- 第125裝甲偵搜營：一個連，只有一些裝甲偵搜車
- 第25裝甲獵兵營：三個連。第一二連各有17輛突擊砲，第三連有四門戰防砲
- 第25摩托化砲兵團：一個營。只有兩個輕榴彈砲連共九門砲
- 第25摩托化工兵營：兩個連。第一連有18輛工兵裝甲車，第二連搭乘中型卡車

## 1944年西線
1944年11月12日至25日間，第25装甲掷弹兵师戰鬥群對美軍巴頓將軍的第3軍在摩泽尔河上的幾個橋頭堡發動反攻，包括了蒂永维尔以東，梅尔齐希以西，凱爾蘭萊謝爾、馬蘭及梅塞维森等幾個渡河點。之後該戰鬥群防禦薩爾-霍亨（Saarhoehen）地區的古堡，再移防到薩爾於尼翁地區並歸親衛隊第13軍指揮。到12月中之前該戰鬥群在原馬其諾防線上的多姆費瑟勒-比奇地區進行防禦戰，雖然只有一個增援營的兵力，親衛隊第13軍指揮官西蒙中將（SS-Gruppenführer und Generalleutnant der Waffen-SS）給予極高的評價。在「守望萊茵」作戰發動後該戰鬥群被撤出前線回到茨韦布吕肯進行整補，這時該群收到了兩個重榴彈砲連，兩個擲彈兵營和陸軍第292防空砲營。在1945年一月又獲得工兵及裝甲獵兵的增援終於又恢復第25装甲掷弹兵师的稱號。在「北風」作戰開始時該師和第21裝甲師都是G集團軍的預備隊，在一月的第二週投入亞爾薩斯平原的爭奪戰，包括比奇-里特索芬地區，最後在阿格諾直到1月26日。一月底該師撤出前線並在盖默斯海姆集結由鐵運到東部戰線的奧德河畔。

## 1945年東線
1945年1月31日，第25装甲掷弹兵师沿著科斯琴東南的一號國道佈防。二月到三月中則移防到科斯琴西北方之布萊恩-根施馬爾。在這期間曾在3月22日，23日及27日發動數次反擊以解救庫司春守軍。1945年3月27日，希特勒訓令第9軍向奧德河西岸之紅軍橋頭堡展開反擊以解救庫司春之守軍，第9軍以明謝貝格裝甲師為主力，以第20裝甲擲彈兵師，第25裝甲擲彈兵師及元首擲彈兵師一同投入救援作戰。明謝貝格裝甲師以突擊砲支援明谢贝格裝甲擲彈兵團第二營由國道向庫司春方向前進，在進擊三公里後遇到紅軍第八親衛軍的頑強抵抗，損失11輛步兵裝甲車，三輛豹式戰車及五輛突擊砲，救援作戰以失敗收場。之後第25装甲掷弹兵师在费里岑整補直到四月中。
1945年4月16日，塞洛高地，紅軍發動對柏林的大攻勢，4月17日及18日該師在费里岑週邊進行艱困的防禦戰，之後且戰且走，4月21日該師撤退至第3裝甲軍（3. Panzer-Armee）在菲諾運河上的布魯諾-克魯格橋頭堡。4月24日該師隨著史坦納集團（Gruppe Steiner）在利本瓦爾德以南發動反擊，4月25日及26日沿著魯平湖運河南下在奥拉宁堡建立一橋頭堡。該師防禦奥拉宁堡橋頭堡直到4月27日之後撤往梅克伦堡地界，4月29日及30日到達马尔欣湖畔的盖沃欣，5月2日到達什未林湖湖南緣的克拉道（Plate-Kladow）。這時戰爭已接近尾聲，該師在Radelubbe向美軍投降。

## 歷任師長
- 1943年6月23日，Anton Grasser中將
- 1943年11月5日，Dr.Fritz Benicke少將
- 1944年3月4日，Paul Schürmann少將（任期內升任中將）
- 1945年2月10日，Arnold Burmeister少將（任期內升任中將）

## 延伸阅读
- Erwin Boehm: Geschichte der 25. Division, Stuttgart: Kameradenhilfswerk e. V., 1972.
- Wilhelm Schrode: Geschichte der 25. Division: Die Wiederaufstellung der 25. Pz.Gren.Div. – Herbst 1944 bis Kriegsende., Selbstverlag, 1980.